# Ömböli Pál
Ömböli Pál (Pécs, 1977. május 10. –) magyar színész.

## Élete
Gyermekként szerepelt már a Pécsi Nemzeti Színházban, melynek stúdiójának növendéke is volt. 2005-ben végzett a Színház- és Filmművészeti Egyetemen, operett-musical szakon, majd 2005–2019 között a József Attila Színház tagja volt. Mellette vendégszerepel a Madách Színházban is.

## Fontosabb színházi szerepei
- Móricz – Kocsák – Miklós: Légy jó mindhalálig – Valkay tanár úr
- Szilágyi – Kellér – Harmath: 3:1 a szerelem javára – Pufi
- Boublil-Schönberg: Miss Saigon – Professzor
- Tasnádi: Kokainfutár – Spangli bácsi
- Eisemann – Szilágyi: Én és a kisöcsém – Doktor Sas
- Stein-Bock-Harnick: Hegedűs a háztetőn – Tevje, Morcha
- Csehov: Leánykérés – Csubukov
- Rejtő jenő: Vanek úr Afrikában – Vasutas
- Parti Nagy Lajos: Tisztújítás – Aranyos György
- Darvas László: Szabadság-hegy – Menyhért
- Webber-Elton-Bródy: Volt egyszer egy csapat – Göndör
- Horváth – Mihály: 56 Csepp vér – Csöpi
- Nemes-Koltai-Dés: Sose halunk meg – Ellenőr, Igazgató
- Dürrenmatt: Az öreg hölgy látogatása – Koby
- Brooks-Meehan: Producerek: Franz Liebkind
- Rice-Webber: József és a színes szélesvásznú álomkabát – Ruben / Putifár
- Idle-DuPrez: Spamalot – Patsy

## Filmes és televíziós szerepei
- Csocsó, avagy éljen május elseje! (2001)
- Barátok közt (2002)
- 56 csepp vér (2007)
- Családi titkok (2012)
- Munkaügyek (2013)